# Pelecanus
Los pelícanos (Pelecanus) son un género de aves acuáticas pelecaniformes pertenecientes a la familia monotípica Pelecanidae. Se caracterizan por su largo pico con un gran saco gular que utiliza para la captura de sus presas y el drenaje del agua recogida antes de tragárselas. Tienen un plumaje predominantemente claro, a excepción de los pelícanos pardos y peruanos. El pico, el saco y la piel facial desnuda de todas las especies adquieren colores brillantes antes de la temporada de cría. Las ocho especies existentes tienen una distribución global desigual, que va latitudinalmente desde la zona intertropical a la templada, aunque están ausentes del interior de América del Sur así como de las regiones polares y el océano abierto. Frecuentan las aguas interiores y costeras donde se alimentan principalmente de peces, capturándolos en o cerca de la superficie del agua. Son aves gregarias, viajan en bandadas, cazan cooperativamente y se reproducen en colonias. Cuatro especies de plumaje blanco tienden a anidar en el suelo y cuatro especies de plumaje marrón o gris anidan principalmente en los árboles.
Durante mucho tiempo se creyó que estaba relacionado con fragatas, cormoranes, faetones y alcatraces, pero ahora se sabe que están más estrechamente relacionados con el picozapato y el avemartillo, y se sitúan en el orden Pelecaniformes, junto a ibis, espátulas, garzas y avetoros. Su registro fósil se remonta a por lo menos 30 millones de años, a los restos de un pico muy similar al de especies modernas recuperado de estratos oligocenos en Francia. Se cree que han evolucionado en el Viejo Mundo y se han extendido a América, hecho que se refleja en las relaciones dentro del género cuando las ocho especies se dividen en linajes del Viejo y del Nuevo Mundo.
Las relaciones entre pelícanos y seres  humanos han sido a menudo conflictivas. Los pelícanos han sido perseguidos porque se percibían como una competencia para la pesca comercial y recreativa. Sus poblaciones han disminuido considerablemente a causa de la destrucción de su hábitat, la sobrepesca y la perturbación y la contaminación ambiental, llevando a una especie a ser catalogada como vulnerable y a dos a estar cercanas a serlo. También tienen una larga historia de significado cultural en la mitología y en la iconografía y heráldica cristiana.

## Taxonomía y sistemática

### Etimología
El género Pelecanus fue descrito formalmente por Linneo en 1758 en la décima edición de su Systema naturæ. Describió sus características distintivas, como un pico recto con forma de gancho en la punta, fosas nasales lineales, cara desnuda y pies completamente palmeados. Esta definición inicial incluía, además de a los pelícanos, a fragatas, cormoranes y súlidos. El nombre del género proviene del griego πελεκάν, pelekán, que a su vez deriva de πέλεκυς, pélekys, 'hacha'. En la Grecia clásica la palabra se aplicaba tanto al pelícano como al pájaro carpintero. En español el nombre común, pelícano, proviene del latín pelicānus, con el mismo origen que el del género.

### Taxonomía
La familia Pelecanidae fue introducida (como Pelicanea) por el polímata francés Constantine Samuel Rafinesque en 1815. Los pelícanos dan su nombre a los pelecaniformes, un orden que tiene una historia taxonómica variada. Faetones, aníngidos, cormoranes, alcatraces y fragatas, todos los miembros tradicionales del orden, han sido reclasificados desde entonces: los faetones en su propio orden, Phaethontiformes, y el resto en Suliformes. En su lugar, garzas, ibis, espátulas, el avemartillo y el picozapato ahora han sido trasladados a Pelecaniformes. La filogenética molecular sugiere que el picozapato y el avemartillo forman un grupo hermano de los pelícanos, aunque hay cierta duda sobre la relación exacta entre los tres linajes.
Cladograma basado en Hackett et al. (2008).
|  | Garzas (Ardeidae)                    |
|  |                                      |
|  | Ibis y espátulas (Threskiornithidae) |
|  |                                      |

|  | \| \| Avemartillo (Scopus umbretta) \| \| \| \| \| \| Picozapato (Balaeniceps rex) \| \| \| \| |
|  |                                                                                                |
|  | Pelícanos (Pelecanus)                                                                          |
|  |                                                                                                |
|  | Avemartillo (Scopus umbretta)                                                                  |
|  |                                                                                                |
|  | Picozapato (Balaeniceps rex)                                                                   |
|  |                                                                                                |

|  | Avemartillo (Scopus umbretta) |
|  |                               |
|  | Picozapato (Balaeniceps rex)  |
|  |                               |

|  | Garzas (Ardeidae)                    |
|  |                                      |
|  | Ibis y espátulas (Threskiornithidae) |
|  |                                      |

|  | \| \| Avemartillo (Scopus umbretta) \| \| \| \| \| \| Picozapato (Balaeniceps rex) \| \| \| \| |
|  |                                                                                                |
|  | Pelícanos (Pelecanus)                                                                          |
|  |                                                                                                |
|  | Avemartillo (Scopus umbretta)                                                                  |
|  |                                                                                                |
|  | Picozapato (Balaeniceps rex)                                                                   |
|  |                                                                                                |

|  | Avemartillo (Scopus umbretta) |
|  |                               |
|  | Picozapato (Balaeniceps rex)  |
|  |                               |

|  | Garzas (Ardeidae)                    |
|  |                                      |
|  | Ibis y espátulas (Threskiornithidae) |
|  |                                      |

|  | \| \| Avemartillo (Scopus umbretta) \| \| \| \| \| \| Picozapato (Balaeniceps rex) \| \| \| \| |
|  |                                                                                                |
|  | Pelícanos (Pelecanus)                                                                          |
|  |                                                                                                |
|  | Avemartillo (Scopus umbretta)                                                                  |
|  |                                                                                                |
|  | Picozapato (Balaeniceps rex)                                                                   |
|  |                                                                                                |

|  | Avemartillo (Scopus umbretta) |
|  |                               |
|  | Picozapato (Balaeniceps rex)  |
|  |                               |

|  | Garzas (Ardeidae)                    |
|  |                                      |
|  | Ibis y espátulas (Threskiornithidae) |
|  |                                      |

|  | \| \| Avemartillo (Scopus umbretta) \| \| \| \| \| \| Picozapato (Balaeniceps rex) \| \| \| \| |
|  |                                                                                                |
|  | Pelícanos (Pelecanus)                                                                          |
|  |                                                                                                |
|  | Avemartillo (Scopus umbretta)                                                                  |
|  |                                                                                                |
|  | Picozapato (Balaeniceps rex)                                                                   |
|  |                                                                                                |

|  | Avemartillo (Scopus umbretta) |
|  |                               |
|  | Picozapato (Balaeniceps rex)  |
|  |                               |

|  | Garzas (Ardeidae)                    |
|  |                                      |
|  | Ibis y espátulas (Threskiornithidae) |
|  |                                      |

|  | \| \| Avemartillo (Scopus umbretta) \| \| \| \| \| \| Picozapato (Balaeniceps rex) \| \| \| \| |
|  |                                                                                                |
|  | Pelícanos (Pelecanus)                                                                          |
|  |                                                                                                |
|  | Avemartillo (Scopus umbretta)                                                                  |
|  |                                                                                                |
|  | Picozapato (Balaeniceps rex)                                                                   |
|  |                                                                                                |

|  | Avemartillo (Scopus umbretta) |
|  |                               |
|  | Picozapato (Balaeniceps rex)  |
|  |                               |

|  | Garzas (Ardeidae)                    |
|  |                                      |
|  | Ibis y espátulas (Threskiornithidae) |
|  |                                      |

|  | \| \| Avemartillo (Scopus umbretta) \| \| \| \| \| \| Picozapato (Balaeniceps rex) \| \| \| \| |
|  |                                                                                                |
|  | Pelícanos (Pelecanus)                                                                          |
|  |                                                                                                |
|  | Avemartillo (Scopus umbretta)                                                                  |
|  |                                                                                                |
|  | Picozapato (Balaeniceps rex)                                                                   |
|  |                                                                                                |

|  | Avemartillo (Scopus umbretta) |
|  |                               |
|  | Picozapato (Balaeniceps rex)  |
|  |                               |

|  | Garzas (Ardeidae)                    |
|  |                                      |
|  | Ibis y espátulas (Threskiornithidae) |
|  |                                      |

|  | \| \| Avemartillo (Scopus umbretta) \| \| \| \| \| \| Picozapato (Balaeniceps rex) \| \| \| \| |
|  |                                                                                                |
|  | Pelícanos (Pelecanus)                                                                          |
|  |                                                                                                |
|  | Avemartillo (Scopus umbretta)                                                                  |
|  |                                                                                                |
|  | Picozapato (Balaeniceps rex)                                                                   |
|  |                                                                                                |

|  | Avemartillo (Scopus umbretta) |
|  |                               |
|  | Picozapato (Balaeniceps rex)  |
|  |                               |

|  | Garzas (Ardeidae)                    |
|  |                                      |
|  | Ibis y espátulas (Threskiornithidae) |
|  |                                      |

|  | \| \| Avemartillo (Scopus umbretta) \| \| \| \| \| \| Picozapato (Balaeniceps rex) \| \| \| \| |
|  |                                                                                                |
|  | Pelícanos (Pelecanus)                                                                          |
|  |                                                                                                |
|  | Avemartillo (Scopus umbretta)                                                                  |
|  |                                                                                                |
|  | Picozapato (Balaeniceps rex)                                                                   |
|  |                                                                                                |

|  | Avemartillo (Scopus umbretta) |
|  |                               |
|  | Picozapato (Balaeniceps rex)  |
|  |                               |

### Registro fósil
El registro fósil muestra que el linaje del pelícano ha existido por al menos 30 millones de años; el fósil de pelícano más antiguo conocido se encontró en yacimientos del Oligoceno inferior en el Luberon, en el sureste de Francia, y es notablemente similar a las conformaciones modernas. Su pico está casi completo y es morfológicamente idéntico al de los pelícanos actuales, demostrando que esta avanzada herramienta de alimentación ya existía en ese momento. Un fósil del Mioceno inferior se nombró Miopelecanus gracilis sobre la base de ciertas características originalmente consideradas únicas aunque posteriormente se consideró que estaba dentro de la gama de variación interespecífica en Pelecanus. El Protopelicanus del Eoceno superior puede ser un pelecaniforme o un suliforme, o quizás un ave acuática similar, como un pelagornítido. El supuesto pelícano mioceno de la Patagonia Liptornis es un nomen dubium (de dudosa validez), ya que se basa en fragmentos que no proporcionan evidencia suficiente para apoyar una descripción válida.
Los hallazgos fósiles de América del Norte han sido escasos en comparación con los de Europa, que tiene un registro fósil más rico. Varias especies de Pelecanus se han descrito sobre la base de material fósil, como:
- Pelecanus cadimurka, Rich & van Tets, 1981 (Plioceno superior, Australia Meridional)[17]
- Pelecanus cautleyi, Davies, 1880 (Plioceno inferior, Siwalik Hills, India)[16]
- Pelecanus fraasi, Lydekker, 1891 (Mioceno medio, Baviera, Alemania)[16]
- Pelecanus gracilis, Milne-Edwards, 1863 (Mioceno inferior, Francia)[16]
- Pelecanus halieus, Wetmore, 1933 (Plioceno superior, Idaho, EE. UU.)[18]
- Pelecanus intermedius, Fraas, 1870 (Mioceno medio, Baviera, Alemania)[16] (transferido a Miopelecanus por Cheneval en 1984)
- Pelecanus odessanus, Widhalm, 1886 (Mioceno superior, cerca de Odesa, Ucrania)[19]
- Pelecanus schreiberi, Olson, 1999 (Plioceno inferior, Carolina del Norte, EE. UU.)[15]
- Pelecanus sivalensis, Davies, 1880 (Plioceno inferior, Siwalik Hills, India)[16]
- Pelecanus tirarensis, Miller, 1966 (Oligoceno superior Mioceno medio, Australia Meridional)[20]

### Especies existentes
Las ocho especies de pelícanos existentes se dividían tradicionalmente en dos grupos, uno de los cuales contenía cuatro anidadoras terrestres con plumaje mayoritariamente blanco (común, australiano, ceñudo y blanco americano) y otro con cuatro especies de plumaje gris o marrón que anidan preferentemente en árboles (rosado, oriental y pardo) o en rocas costeras (peruano). Los pelícanos fundamentalmente marinos peruano y pardo, anteriormente considerados conespecíficos, a veces se separan de los demás ubicándolos en el subgénero Leptopelicanus,, pero de hecho especies con ambos tipos de apariencia y comportamiento de anidación se encuentran en ambos grupos.
La secuenciación del ADN de genes mitocondriales y nucleares dio como resultado relaciones bastante diferentes; los tres pelícanos del Nuevo Mundo formaron un linaje, con el blanco americano hermano de los dos pardos, y las cinco especies del Viejo Mundo el otro. El ceñudo, el rosado y el oriental estaban estrechamente relacionados entre sí, mientras que el pelícano australiano era su pariente más cercano. El gran pelícano blanco americano también pertenecía a este linaje, pero fue el primero en divergir del antepasado común de las otras cuatro especies. Este hallazgo sugiere que los pelícanos evolucionaron en el Viejo Mundo y se extendieron a América, y que la preferencia por la anidación en árbol o en el suelo está más relacionada con el tamaño que con la genética.
| Especies existentes de Pelecanus                                 | Especies existentes de Pelecanus | Especies existentes de Pelecanus | Especies existentes de Pelecanus |
| Nombre común y binominal                                         | Imagen                           | Descripción | Distribución y estatus |
| ---------------------------------------------------------------- | -------------------------------- | --- | --- |
| Pelícano blanco americano Pelecanus erythrorhynchos Gmelin, 1789 |                                  | Longitud 1,3-1,8 m, envergadura 2,44-2,9 m, peso 5-9 kg. Plumaje casi enteramente blanco, excepto las rémiges primarias y secundarias de color negro que sólo se ven en vuelo. | Monotípico. Vive terra adentro en Norteamérica e inverna en México. Estatus: preocupación menor.                                                                                 |
| Pelícano pardo Pelecanus occidentalis Linneo, 1766               |                                  | Longitud hasta 1,4 m, envergadura 2-2,3 m, peso 3,6-4,5 kg. El pelícano más pequeño; se distingue por su plumaje pardo; se alimenta zambulléndose en picado. | Cinco subespecies. Distribución costera que abarca desde América del Norte y el Caribe hasta el norte de América del Sur y las Galápagos. Estatus: preocupación menor.           |
| Pelícano peruano Pelecanus thagus Molina, 1782                   |                                  | Longitud hasta 1,52 m, envergadura 2,48 m, peso medio 7 kg. Oscuro con una franja blanca desde la corona a los lados del cuello. | Monotípico. Costa pacífica de Sudamérica desde Ecuador y Perú meridional hasta el sur de Chile. Estatus: casi amenazada.                                                         |
| Pelícano común Pelecanus onocrotalus Linneo, 1758                |                                  | Longitud 1,40-1,75 m, envergadura 2,45-2,95 m, peso 10-11 kg. Plumaje blanco, con manchas faciales rosas y patas rosas. | Monotípico. Distribución dispersa, oriental desde el este del Mediterráneo a Indochina y península malaya, meridional hasta Sudáfrica. Estatus: preocupación menor.              |
| Pelícano australiano Pelecanus conspicillatus Temminck, 1824     |                                  | Longitud 1,60-1,90 m, envergadura 2,5-3,4 m, peso 4-6,8 o hasta 8,2 kg. Predominantemente blanco con negro a lo largo de las plumas primarias, con un pico muy largo rosa claro.                                                                                                   | Monotípico. Australia y Nueva Guinea; vagante por Nueva Zelanda, islas Salomón, archipiélago Bismarck, Fiyi y Wallacea. Estatus: preocupación menor.                             |
| Pelícano rosado Pelecanus rufescens Gmelin, 1789                 |                                  | Longitud 1,25-1,32 m, envergadura 2,65-2,9 m, peso 3,9-7 kg. Plumaje gris y blanco, ocasionalmente rosado en la espalda, mandíbula superior amarilla y saco gular gris. | Monotípico. África, Seychelles y sudoeste de Arabia; extinto en Madagascar. Estatus: preocupación menor.                                                                         |
| Pelícano ceñudo Pelecanus crispus Bruch, 1832                    |                                  | Longitud 1,60-1,80 m, envergadura 2,70-3,20 m, peso 10-12 kg. El pelícano de mayor tamaño; se diferencia del pelícano común por tener plumas rizadas en la nuca, patas grises y plumaje blanco grisáceo.                                                                           | Monotípico. Sudeste de Europa a India y China. Estatus: vulnerable. |
| Pelícano oriental Pelecanus philippensis Gmelin, 1789            |                                  | Longitud 1,27-1,52 m, envergadura 2,5 m, peso aproximado 5 kg. Principalmente de color blanco grisáceo, con cresta gris en la parte posterior del cuello durante la época de apareamiento, parte trasera rosada y saco gular y laterales del pico con punteado de manchas oscuras. | Monotípico. Sur de Asia desde el sur de Pakistán pasando por el este de India hasta Indonesia; extinto en Filipinas y posiblemente en el este de China. Estatus: casi amenazada. |

## Descripción

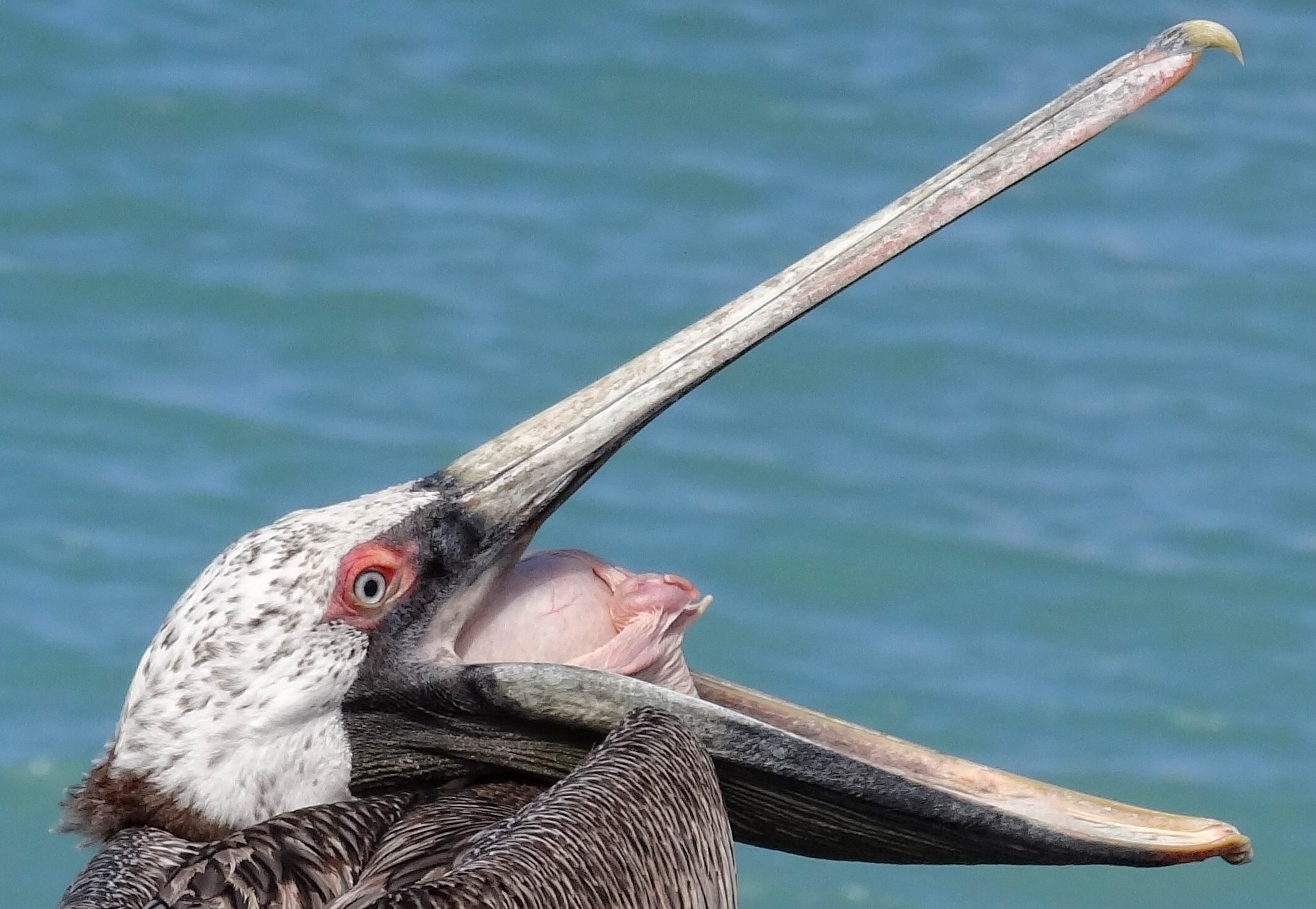
Un pelícano pardo con la boca abierta y el saco aéreo inflado, mostrando la lengua y parte de la anatomía interna del pico.

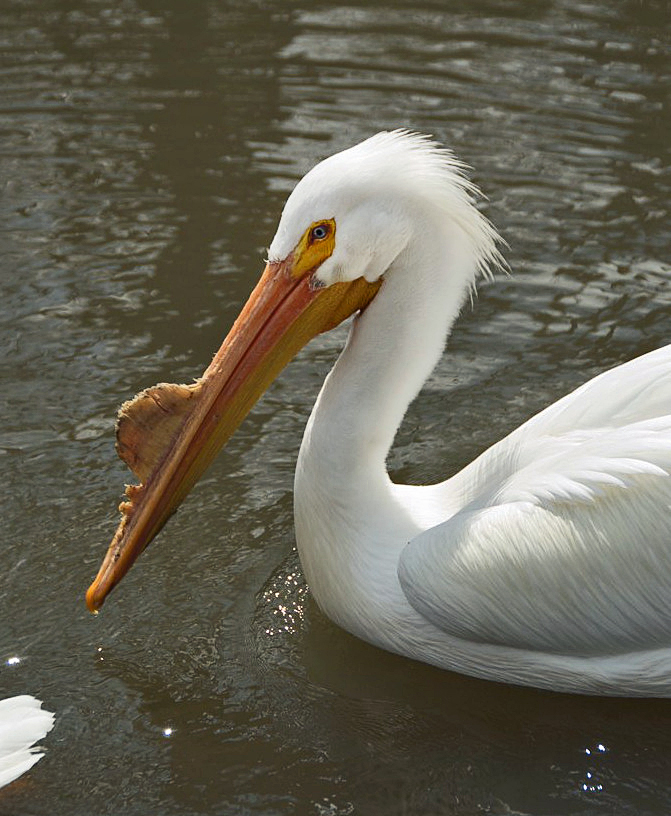
Pelícano blanco americano en el que se aprecia la protuberancia en el pico que se le forma durante la época reproductora.

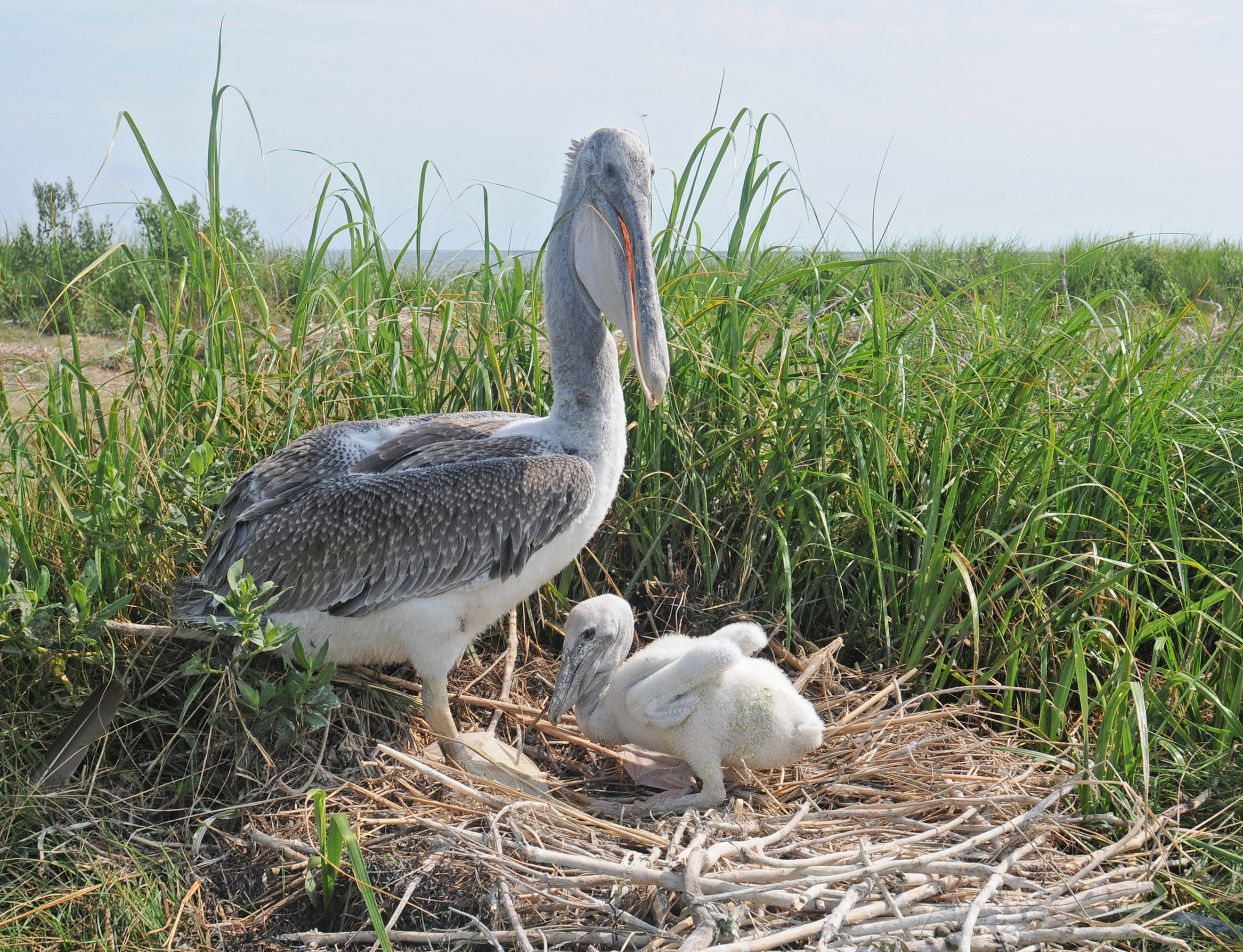
Pelícano pardo adulto con un polluelo en el nido. Esta especie anida en el suelo cuando no dispone de árboles adecuados para ello.

Los pelícanos son aves de gran tamaño con picos muy largos caracterizados por un gancho curvado en el extremo de la mandíbula superior y por el enorme saco gular en la inferior. La fina rama mandibular del pico inferior y los flexibles músculos de la lengua forman una bolsa en forma de cesta para capturar peces o, a veces, para coger agua dulce; para no impedir la deglución de grandes peces, la lengua es muy pequeña. Tienen un cuello largo y patas cortas y gruesas con pies grandes y completamente palmeados. Aunque están entre las aves voladoras más pesadas, son relativamente ligeras en relación con su aparente volumen gracias a las bolsas de aire en su esqueleto y por debajo de la piel, lo que también les permite flotar en el agua. La cola es corta y cuadrada. Las alas son largas y anchas, adecuadas para el vuelo elevado y el planeo, y con un número inusualmente grande de plumas de vuelo secundarias (de 30 a 35).
Los machos son generalmente más grandes que las hembras y tienen el pico más largo. La especie más pequeña es el pelícano pardo, cuyos ejemplares de menor tamaño pesan unos 2,75 kg y no tienen más de 1,06 m de longitud con una envergadura de 1,83 m. El mayor se cree que es el ceñudo, con hasta 15 kg y 1,83 m de longitud y una envergadura máxima de 3 m. El pico del pelícano australiano puede alcanzar hasta 50 cm de longitud en los machos adultos de mayor tamaño, el más largo de todas las aves.
Los pelícanos tienen un plumaje en su mayor parte de color claro, con la excepción de los pelícanos pardos y peruanos. Los picos, sacos y la piel facial desnuda de todas las especies se aclaran antes de que comience la época de reproducción. El saco gular de la subespecie californiana del pelícano pardo se vuelve de un rojo brillante y se desvanece a amarillo tras la puesta de los huevos, mientras que la del pelícano peruano se vuelve azul. Al pelícano blanco americano le crece una protuberancia en la parte superior del pico que se desprende una vez que las hembras han puesto los huevos. El plumaje de los pelícanos jóvenes es más oscuro que el de adultos. Los polluelos recién eclosionados están desnudos y son de color rosado, oscureciendo a gris o negro después de 4 a 14 días y les sale un plumón blanco o gris.
Las disección anatómica de dos pelícanos pardos en 1939 mostraron que los pelícanos tienen una red de sacos de aire debajo de la piel situados a través de la superficie ventral, la garganta, el pecho y la parte inferior de las alas, y tienen también sacos de aire en los huesos. Los sacos de aire están conectados a las vías aéreas del sistema respiratorio y el pelícano puede mantenerlos inflados cerrando la glotis, aunque no está claro cómo se inflan. Los sacos de aire sirven además para mantenerlos flotando fácilmente en el agua, y también puede amortiguar el impacto del cuerpo contra la superficie del agua cuando se sumergen lanzándose en picado para capturar peces. Los sacos aéreos superficiales también pueden ayudar a redondear el contorno del cuerpo (especialmente en el abdomen, donde pueden originarse superficies protuberantes causadas por las vísceras que cambian de tamaño y posición) para permitir que las plumas superpuestas formen un aislamiento térmico más efectivo y también para mantener las plumas en posición para una buena aerodinámica.

## Distribución y hábitat
Los pelícanos actuales se encuentran en todos los continentes, excepto la Antártida. Habitan principalmente en las regiones cálidas, aunque su zona de reproducción se extiende entre las latitudes 45° sur (pelícano australiano en Tasmania) y 60° norte (pelícano blanco americano en el oeste de Canadá). Aves de aguas interiores y costeras, están ausentes de las regiones polares, mar abierto, islas oceánicas (excepto las Galápagos) y el interior de América del Sur y su costa oriental, desde la desembocadura del río Amazonas hacia el sur. Se han recuperado huesos de subfósiles tan meridionales como la isla Sur de Nueva Zelanda, aunque su escasez y su aparición aislada sugieren que estos restos pueden haber sido de individuos aislados que llegaron desde Australia (como todavía ocurre en ocasiones en la actualidad).

## Ecología y comportamiento

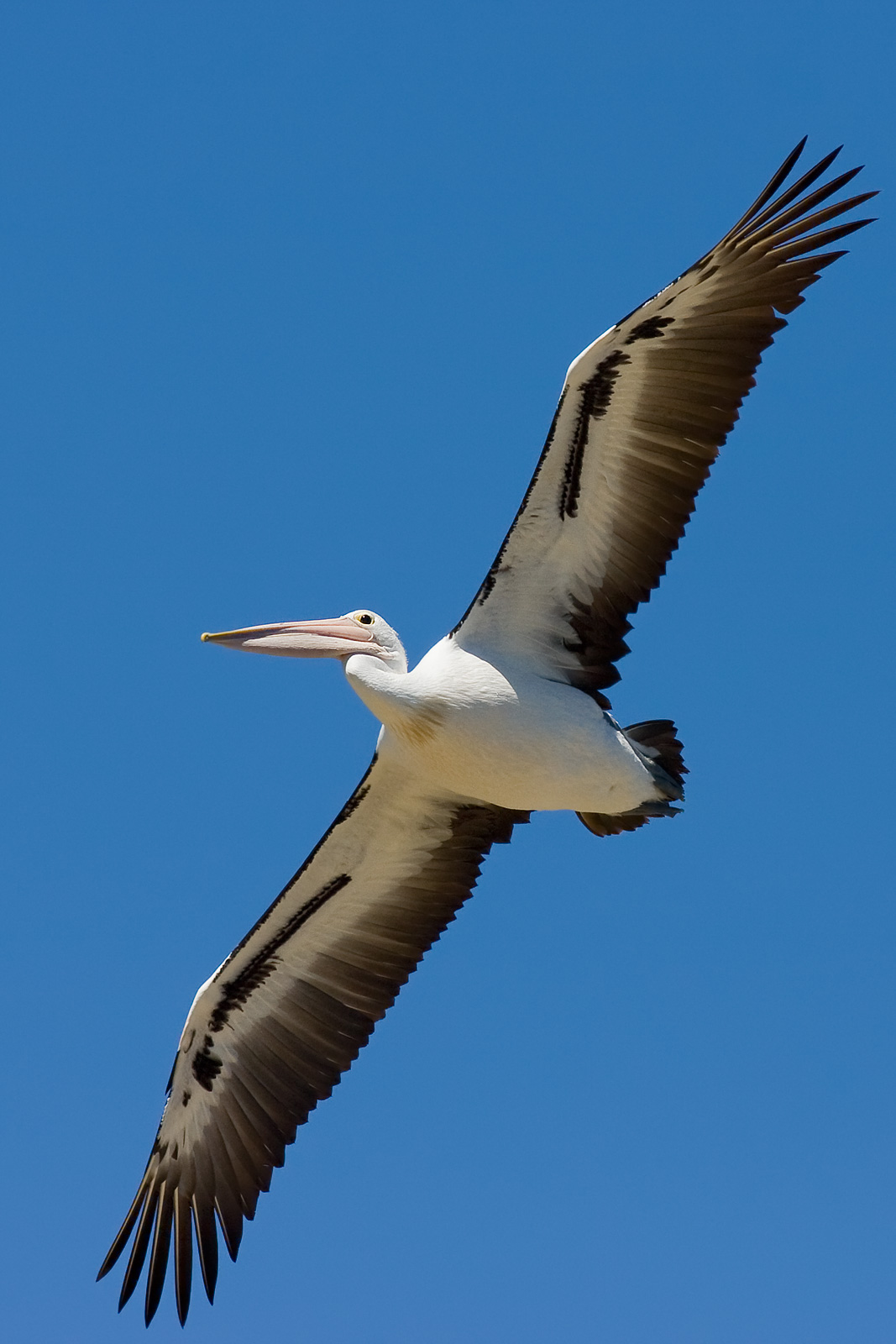
Pelícano australiano planeando con sus grandes alas extendidas.

Sus patas fuertes y sus pies palmeados les permiten nadar bien. Se frotan la parte de atrás de la cabeza en sus glándulas uropígeas para recoger una secreción oleosa producida por estas glándulas y la extienden por el plumaje para impermeabilizarlo. Manteniendo las alas poco apretadas contra el cuerpo, flotan con facilidad y con el cuerpo sobresaliendo relativamente poco de la superficie del agua. Disipan el exceso de calor mediante una vibración gular, ondulando la piel de la garganta y el saco con el pico abierto para facilitar el enfriamiento por evaporación. Se posan y agrupan comunitariamente en playas, bancos de arena y aguas poco profundas.
Una capa fibrosa profunda en los músculos del pecho les permite mantener sus grandes alas rígidamente horizontales para elevarse y planear; aprovechan las térmicas para elevarse a altitudes de 3000 m o más, planeando o aleteando en formación en V y pueden volar distancias de hasta 150 km para desplazarse a zonas de alimentación. También volar bajo sobre tramos de agua, utilizando un fenómeno conocido como efecto suelo para reducir la resistencia inducida y aumentar la sustentación; a medida que fluye entre las alas y la superficie del agua el aire se comprime y aumenta la densidad, ejerciendo una mayor fuerza ascendente al ave que está encima, con un importante ahorro energético al volar.
Los pelícanos adultos utilizan señales visuales o de comportamiento para comunicarse, utilizando sobre todo sus alas y picos. Su comportamiento agonístico consiste en empujar y golpear a los oponentes con el pico, o levantar y agitar las alas de forma amenazadora. Los adultos gruñen cuando están en colonias, pero generalmente son silenciosos en otras partes o fuera de temporada de cría. Las colonias son muy ruidosas debido a las constantes vocalizaciones de los polluelos.

### Alimentación
Su dieta consiste generalmente en peces, que pueden tener hasta 30 cm de longitud, aunque también comen anfibios, tortugas, crustáceos y ocasionalmente pequeñas aves. Las presas acuáticas las capturan generalmente en o cerca de la superficie del agua. En aguas profundas los pelícanos comunes por lo general pescan en solitario, pero más cerca de la costa suelen formar grupos que rodean bancos de pequeños peces formando una línea para llevarlos hacia aguas poco profundas, golpeando las alas sobre la superficie del agua y luego recogiendo la presa. Capturan muchos peces pequeños expandiendo el saco gular de sus picos, que después drenan sobre la superficie del agua antes de tragar sus capturas. Esta operación dura hasta un minuto, durante el cual otras aves marinas pueden arrebatarles los peces.
Los peces grandes los atrapan con la punta del pico y luego los lanzan al aire para atraparlos en la bolsa y tragárselos con la cabeza del pez hacia abajo. En ocasiones una gaviota se sitúa sobre su cabeza y la picotea para distraer al pelícano y le roba un pez cuando tiene el pico abierto; por su parte, los pelícanos a veces también arrebatan presas de otras aves acuáticas.
El pelícano pardo suele zambullirse para capturar sus presas, sobre todo con las anchoas y un tipo de arenques llamados lachas. El pelícano australiano es un carroñero carnívoro ecléctico y oportunista que se alimenta en vertederos, buscando carroña y casi cualquier cosa comestible, desde insectos y pequeños crustáceos hasta patos y perros pequeños.
Aunque es muy poco habitual que se alimenten de otras aves, se han observado grandes pelícanos comunes tragándose palomas en el St. James's Park de Londres; según la opinión del ente Parques Reales de Londres esta inusual alimentación es más probable en el caso de pelícanos en cautividad que viven en un medio ambiente semiurbano y están en contacto próximo y frecuente con seres humanos. Sin embargo, se ha comprobado que en la Provincia Occidental del Cabo (Sudáfrica) la misma especie comía polluelos vivos de alcatraces de El Cabo en la pequeña isla Malgas, así como cormoranes de El Cabo, cormoranes coronados, gaviotas cocineras, charranes piquigualdos y pingüinos de El Cabo y en la isla Dassen y otros lugares. También se ha reportado que los pelícanos pardos se alimentan de jóvenes araos en California, así como de los huevos y polluelos de garcillas bueyeras y garzas blancas en Baja California, México.

### Reproducción y ciclo vital
Los pelícanos son animales gregarios y anidan en colonias. Las parejas son monógamas solo durante una estación, pero los vínculos de pareja solamente se mantienen en el área anidamiento, siendo independientes lejos del nido. Las especies que anidan en tierra (las de plumaje blanco) desarrollan un complejo cortejo comunal en el que intervienen un grupo de machos que persiguen a una sola hembra en el aire, en tierra o en el agua mientras juntan, abren y empujan los picos entre ellos. Pueden terminar el proceso en un día. Las especies que anidan en los árboles tienen un proceso más simple en el cual los machos encaramados a las ramas se anuncian a las hembras. La ubicación de la colonia reproductora está determinada por la disponibilidad de un amplio suministro de peces para alimentarse, aunque pueden desplazarse utilizando las térmicas para volar diariamente a cientos de kilómetros para buscar comida.
El pelícano australiano utiliza dos estrategias reproductivas dependiendo del grado de previsibilidad ambiental local. Forman colonias de decenas o cientos, raramente miles, de aves que se reproducen regularmente en pequeñas islas costeras y subcosteras donde la comida está disponible estacional o permanentemente. En las áridas tierras del interior australiano, especialmente en la cuenca endorreica del lago Eyre, forman grandes colonias oportunistas que pueden reunir hasta 50 000 parejas cuando tienen lugar unas inundaciones irregulares, que pueden estar espaciadas muchos años, que forman efímeros lagos salados que proporcionan grandes cantidades de alimento durante varios meses antes de secarse de nuevo.
En todas las especies la cópula tiene lugar en el nido; comienza poco después del emparejamiento y continúa durante 3-10 días antes de la puesta. En las especies que anidan en tierra (que no siempre construyen nidos) el macho se encarga de llevar el material de anidación, a veces en el saco gular, y en las especies que anidan en árboles lo llevan sujeto con el pico. Entonces la hembra amontona el material hasta formar una estructura simple.
Los huevos son ovalados, blancos y de textura áspera. Todas las especies ponen generalmente al menos dos huevos; el tamaño habitual de la puesta es de uno a tres huevos, aunque excepcionalmente puede llegar hasta seis. Ambos sexos incuban los huevos colocándolos encima o debajo de los pies y pueden verse al cambiar los turnos. La incubación duran 30-36 días; el porcentaje de éxito de eclosión en parejas que no fueron molestadas puede ser de hasta el 95 % pero, debido a la competencia entre hermanos en el nido o el cainismo, en la naturaleza generalmente solo una de las crías sobrevive en las primeras semanas (los pelícanos rosado y oriental son los que suelen sobrevivir más tiempo). Ambos padres alimentan a sus crías por regurgitación; después de aproximadamente una semana los polluelos ya son capaces de meter la cabeza en el saco gular de sus padres y alimentarse por sí mismos. Por motivos que se desconocen, en ocasiones antes o especialmente después de ser alimentados, parecen tener una especie de convulsión que los deja inconscientes.
Los padres de las especies que anidan en el suelo a veces le frotan la cabeza con fuerza a las crías más maduras antes de alimentarlos. A partir de los 25 días de edad, los jóvenes de estas especies se reúnen en «guarderías» de hasta 100 aves en las que los padres reconocen y alimentan sólo a sus propios hijos. A las 6-8 semanas ya vagan por los alrededores, nadando de vez en cuando, y pueden practicar la alimentación comunal. Los juveniles de todas las especies empluman 10-12 semanas después de la eclosión. Después pueden permanecer con sus padres, pero a partir de ese momento ya no son alimentados o lo hacen raramente. Maduran a los tres o cuatro años. El éxito reproductor es muy variable. Los pelícanos viven de 15 a 25 años en estado silvestre, aunque existe el caso registrado de un ejemplar en cautividad que alcanzó los 54 años.

## Conservación

### Poblaciones
A nivel mundial, las poblaciones de pelícanos se ven afectadas negativamente por cuatro factores principales: disminución del número de peces a causa de la sobrepesca o por la contaminación del agua, la destrucción de su hábitat, los efectos directos de la actividad humana como las perturbaciones en las colonias de anidación, caza y matanzas, enredo en redes de pesca y daños por anzuelos o la presencia de contaminantes como el DDT y la endrina. La mayoría de las poblaciones de las distintas especies son más o menos estables, aunque una de ellas está catalogada por la UICN como vulnerable y dos están cercanas a serlo. Todas las especies se reproducen fácilmente en los parques zoológicos, lo cual es potencialmente útil para su conservación.

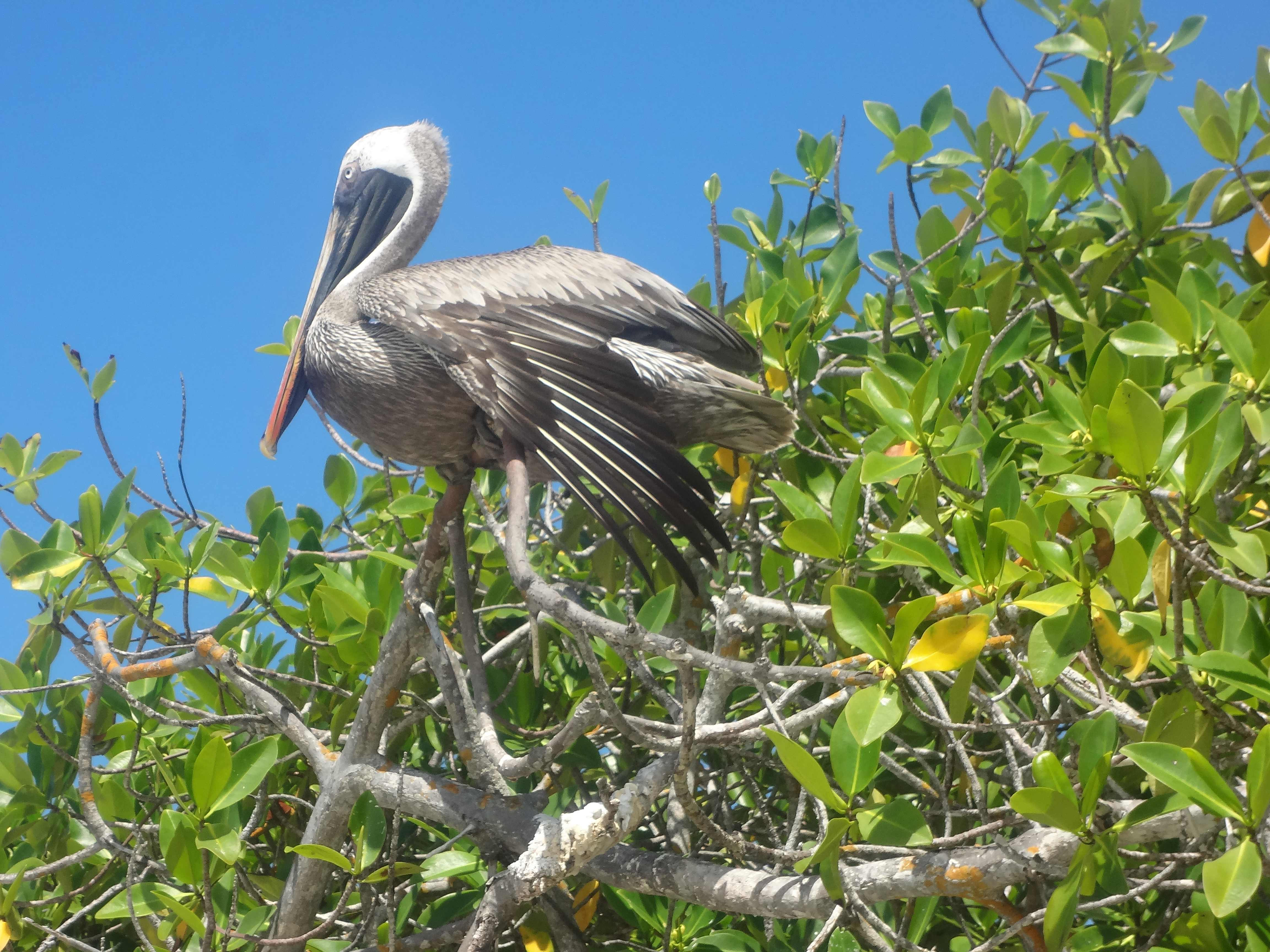
Pelícano pardo, Bahía Tortuga, Isla Santa Cruz (Galápagos).

La población combinada de pelícanos pardos y peruanos se estima en 650 000 aves, con alrededor de 250 000 en los Estados Unidos y el Caribe y 400 000 en el Perú. La National Audubon Society estima la población mundial del pelícano pardo en 300 000 aves. El número de pelícanos sufrió un gran descenso en las décadas de 1950 y 1960, debido sobre todo a la contaminación ambiental por DDT, por lo que la especie fue catalogada como en peligro de extinción en los Estados Unidos en 1970. Gracias a las restricciones impuestas sobre el uso de DDT en los Estados Unidos a partir de 1972, fue retirado de la lista en 2009.
El pelícano peruano está catalogado como especie casi amenazada porque, aunque BirdLife International estima que su población supera las 500 000 aves adultas y posiblemente está aumentando, ha sido mucho mayor en el pasado. Su número redujo drásticamente durante el fenómeno climático de El Niño de 1998 y podría experimentar descensos similares en el futuro. Entre las actuaciones que se consideran necesarias para su conservación están una monitorización regular por toda su distribución para determinar las tendencias de sus poblaciones, particularmente después de los años de El Niño, restringir el acceso humano a las principales colonias reproductoras, o la evaluación de las interacciones con la actividad pesquera.
El pelícano oriental tiene una población estimada de entre 13 000 y 18 000 aves y también está catalogado como especie casi amenazada en la Lista Roja de la UICN. Su número disminuyó sustancialmente durante el siglo XX, sobre todo por la erradicación de la importante colonia de reproductora del valle del Sittang en Birmania a causa de la deforestación y la pérdida de zonas de alimentación. Las principales amenazas a las que enfrenta son la pérdida de hábitat y las perturbaciones causadas por la actividad humana, aunque las poblaciones se han estabilizado en su mayor parte tras una mayor protección en la India y Camboya.
El pelícano rosado tiene una gran población que abarca gran parte del África subsahariana. A falta de amenazas sustanciales o de evidencias de disminuciones en su área de distribución, su estado de conservación está catalogado como de especie bajo preocupación menor. Entre sus amenazas regionales se incluyen el drenaje de los humedales y el aumento de las perturbaciones humanas en el sur de África. La especie es susceptible a la bioacumulación de toxinas y a la tala de los árboles en los que anidan.
El pelícano blanco americano ha incrementado su número, con población estimada de unas 157 000 aves en 2005, en mayor número al este de la gran divisoria continental norteamericana. Sin embargo, no está claro si su número se ha visto afectado por la exposición a plaguicidas y ha sufrido pérdida de hábitat debido al drenaje de humedales y la competencia con el uso recreativo de lagos y ríos.

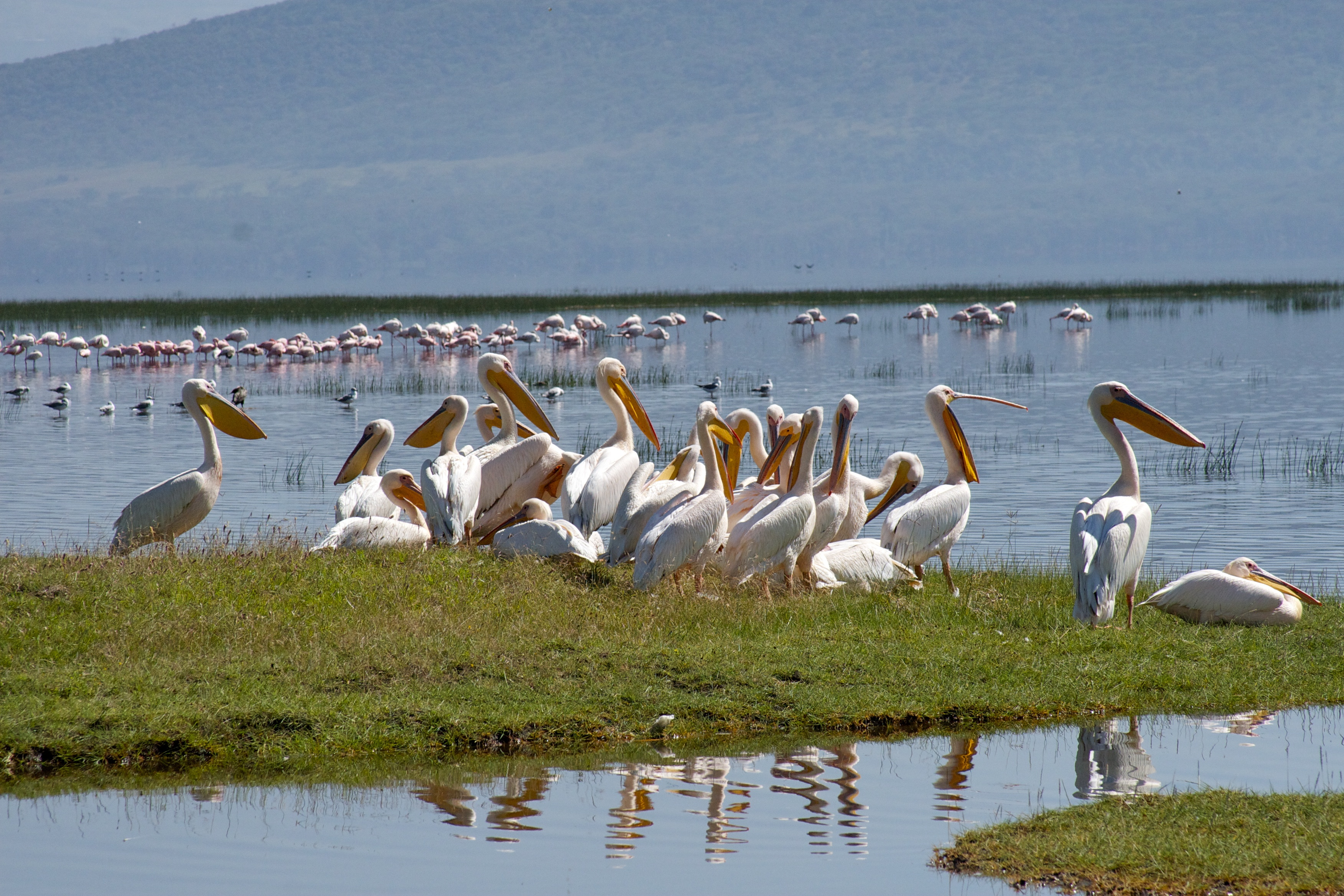
Pelícanos comunes en Kenia.

Los pelícanos comunes se extienden a lo largo de gran parte de África y el sur de Asia. La tendencia general del número de su población es incierta, con datos variables según las regiones que muestran aumentos, disminuciones, estabilidad o desconocimiento, aunque no hay evidencia de una rápida disminución general y están catalogados como especie bajo preocupación menor. Entre sus amenazas se incluyen el drenaje de los humedales, la caza deportiva, las perturbaciones en las colonias de cría y la contaminación por plaguicidas y metales pesados.
El pelícano ceñudo es la especie más rara, con una población estimada de entre 10 000 y 20 000 aves tras los grandes declives durante los siglos XIX y XX. Entre las principales amenazas actuales de esta especie se encuentran la caza, especialmente en Asia oriental, la perturbación humana, el desarrollo costero, la colisión con tendidos eléctricos de alta tensión y la sobreexplotación pesquera. Están catalogados como especie vulnerable en la Lista Roja de Especies Amenazadas de la UICN ya que su población tiende a la baja, especialmente en Mongolia donde está casi extinta. Sin embargo, varias colonias están aumentando de tamaño y la colonia del menor de los lagos Prespa en Grecia cuenta con cerca de 1000 parejas reproductoras.
Muy extendido a lo largo de Australia, el pelícano australiano tiene una población estimada de entre 300 000 y 500 000 aves. Su número total fluctúa erráticamente dependiendo de las condiciones de los humedales y el éxito de la cría en todo el continente. Está catalogado como especie bajo preocupación menor.

### Matanza y perturbación antrópica
Los pelícanos han sido perseguidos por los seres humanos al percibirlos como una competencia para la pesca, a pesar de que la dieta de estas aves se solapa poco con los peces buscados habitualmente por los humanos para la pesca. Durante la década de 1880, los pelícanos blancos americanos se mataban a golpes y disparos, sus huevos destruidos deliberadamente y sus lugares de alimentación y de anidación degradados por los planes de uso de los recursos hídricos y el drenaje de humedales; pero incluso en el siglo XXI, un aumento de la población de esta especie en el sudeste de Idaho en los EE. UU. fue considerado una amenaza para la pesca recreativa local de la trucha Oncorhynchus clarkii, lo que condujo a algunos intentos oficiales de reducir el número de pelícanos mediante acoso sistemático y matanzas selectivas.
En la isla de Dyer, en la Provincia Occidental del Cabo de Sudáfrica, los pelícanos comunes fueron sacrificados durante el siglo XIX porque su depredación de los huevos y los polluelos de aves marinas productoras de guano se consideraba una amenaza para el medio de vida de los colectores de esta materia. Más recientemente, esta depredación por parte de los pelícanos en las colonias de aves marinas sudafricanas ha afectado a la conservación de poblaciones de aves marinas amenazadas, especialmente del cormorán coronado (Microcarbo coronatus), el cormorán de El Cabo (Phalacrocorax capensis) y el cormorán de bajío (Phalacrocorax neglectus), lo que ha llevado a propuestas para controlar el número de pelícanos en las colonias vulnerables.
Aparte de la destrucción de su hábitat y la persecución deliberada y dirigida, los pelícanos son vulnerables a la perturbación en sus colonias de cría por observadores de aves, fotógrafos y otros visitantes curiosos. La presencia humana por sí sola puede hacer que las aves desplacen o destruyan accidentalmente sus huevos, dejen a las crías expuestas a los depredadores y las condiciones climáticas adversas, o incluso abandonen sus colonias.

### Envenenamiento y polución
La contaminación medioambiental por DDT fue una de las principales causas del declive de las poblaciones de pelícanos pardos en América del Norte en las décadas de 1950 y 1960 al introducirse en la red trófica contaminando muchas especies, entre las que se encontraba la anchoa Engraulis mordax, una fuente primaria de alimentación de los pelícanos. El metabolito DDE formado a partir del DDT es un tóxico para la reproducción de pelícanos y muchas otras aves, que provoca el adelgazamiento y debilitamiento de la cáscara del huevo y el consiguiente fracaso reproductivo a por culpa de las roturas accidentales causadas por las propias aves criadoras. Gracias a la prohibición efectiva del uso del DDT en 1972 en los Estados Unidos, la cáscara de los huevos de los pelícanos pardos reproductores aumentó de grosor y sus poblaciones pudieron recuperarse en gran medida.
A finales de la década de 1960, tras la importante disminución del número de pelícanos pardos en Luisiana por intoxicación por DDT, se importaron 500 pelícanos de Florida para aumentar y restablecer la población, aunque más de 300 murieron posteriormente en abril y mayo de 1975 por envenenamiento por endrina, un pesticida organoclorado. Cerca de 14 000 pelícanos, 7500 de ellos pelícanos blancos americanos, murieron de botulismo después de comer peces del mar de Salton en 1990. En 1991, un número anormal de pelícanos pardos y cormoranes de Brandt murieron en Santa Cruz (California) debido al envenenamiento de las anchoas de las que se alimentaban con ácido domoico, neurotoxina producida por la diatomea Pseudo-nitzschia.
Como aves acuáticas que se alimentan de peces, los pelícanos son muy susceptibles a los derrames de petróleo, tanto directamente por quedar cubiertos por este hidrocarburo como indirectamente por el impacto de estos derrames en sus recursos alimenticios. Un informe de 2007 de la California Fish and Game Commission estimó que durante los últimos 20 años, unos 500-1000 pelícanos pardos se habían sido afectados por derrames de petróleo en California. Un informe de 2011 del Centro para la Diversidad Biológica de Arizona, un año después de la marea negra causada por el hundimiento de la Deepwater Horizon en abril de 2010, indicaba que 932 pelícanos pardos habían sido recogidos tras verse afectados por el petróleo y estimaba que diez veces ese número habían resultado dañados por el derrame.
Cuando los pelícanos interactúan con los pescadores, ya sea compartiendo las mismas aguas o cuando se alimentan de los peces que los pesqueros desechan, son especialmente vulnerables porque pueden quedar enganchados en los anzuelos o enredados tanto en redes de pesca activas como descartadas. Los pelícanos tragan los anzuelos o se les enganchan en la piel del saco gular o en sus patas palmeadas, o los fuertes sedales de pesca pueden enrollarse alrededor del pico, las alas o las patas, dañándolos, matándolos o dejándolos incapacitados para alimentarse. En Norteamérica y Australia se han creado organizaciones de rescate formadas por voluntarios que atienden y rehabilitan pelícanos heridos y otras especies de vida silvestre.

### Parásitos y enfermedades
Al igual que otras aves, los pelícanos son víctimas de diversos parásitos. Los piojos de aves del género Piagetella se encuentran en los sacos gulares de todas las especies de pelícanos. El mosquito Culex pipiens es portador de la malaria aviar y una alta densidad de estos insectos pueden obligar a los pelícanos a abandonar una colonia. Las sanguijuelas se les pueden adherir a la cloaca y a veces al interior de la bolsa. Un estudio realizado con pelícanos blancos americanos encontró 75 especies diferentes de parásitos, como céstodos, tremátodos, dípteros, sifonápteros, ixódidos o nemátodos; muchos de ellos no les provocan grandes daños, pero los dípteros pueden estar implicados en la muerte de polluelos, particularmente si están débiles o enfermos y la garrapata blanda Ornithodoros capensis a veces provoca que los adultos abandonen el nido. Muchos de sus parásitos se encuentran en otros grupos de aves, pero algunos piojos tienen a los pelícanos como huéspedes específicos.
Las aves sanas por lo general pueden hacer frente a sus piojos, pero las enfermas pueden portar cientos de estos parásitos, lo que puede provocar su muerte. El piojo Piagetiella peralis, que se les introduce en la bolsa gular y por lo tanto el pelícano no puede quitárselo con el pico, no suele ser un problema grave, incluso cuando infecta todo el interior de la bolsa, pero a veces la inflamación y sangrado que provocan pueden dañarlo. El pelícano pardo también es víctima de una amplia de parásitos; los nemátodos Contracaecum multipapillatum y C. mexicanum y el tremátodo Ribeiroia ondatrae han causado enfermedades y provocado mortalidad en las poblaciones de Puerto Rico, poniendo en peligro los pelícanos en esta isla. En mayo de 2012, se informó que cientos de pelícanos peruanos habían perecido en el Perú por inanición y parasitosis.

## En la religión, la mitología y la cultura

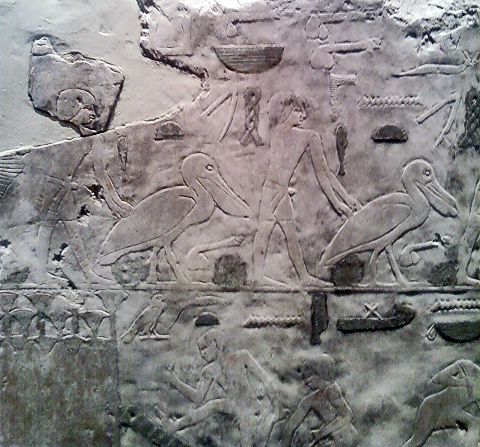
Pelícanos en un relieve de la Dinastía V de Egipto en el templo de Abu Gurab.

En el Antiguo Egipto, el pelícano (en egipcio henet) se asociaba con la muerte y el más allá. Se representaba en las paredes de las tumbas y figuraba en textos funerarios, como símbolo de protección contra las serpientes. El henet también aparece en los Textos de las Pirámides como «madre del rey», por lo que se le consideraba como una diosa. Otras referencias en papiros funerarios no pertenecientes a la realeza muestran la creencia de que esta ave poseía la capacidad de profetizar el paso seguro de los muertos del mundo terrenal al inframundo.
El romano Plinio el Viejo (siglo I) en su Historia natural, el visigodo Isidoro de Sevilla (siglo VII) en sus Etimologías y el francés Guillaume le Clerc de Normandía (siglo XIII) en su Bestiaire, mencionan al pelícano junto a leyendas a él asociadas.
Entre los preceptos de la religión judía el consumo del pelícano, al igual que otras aves marinas, se considera no apropiado (cashrut), por considerarse un «animal impuro».
Un mito fundacional del pueblo murri de Queensland, citado por Andrew Lang, describe cómo adquirió el pelícano australiano su plumaje blanco y negro. El pueblo moche del Antiguo Perú adoraba la naturaleza con énfasis en los animales, y a menudo representaban pelícanos en su arte.
La mundialmente conocida isla de Alcatraz recibió su nombre de los españoles debido al gran número de estas aves que anidan allí, y que fue traducido al inglés como «isla de los pelícanos». La palabra alcatraz deriva del árabe al-caduos, término utilizado para referirse a un buque que transporta agua y que se asemeja a la bolsa del pelícano. La palabra inglesa albatros deriva también de la corrupción de la palabra española.

### En la cristiandad

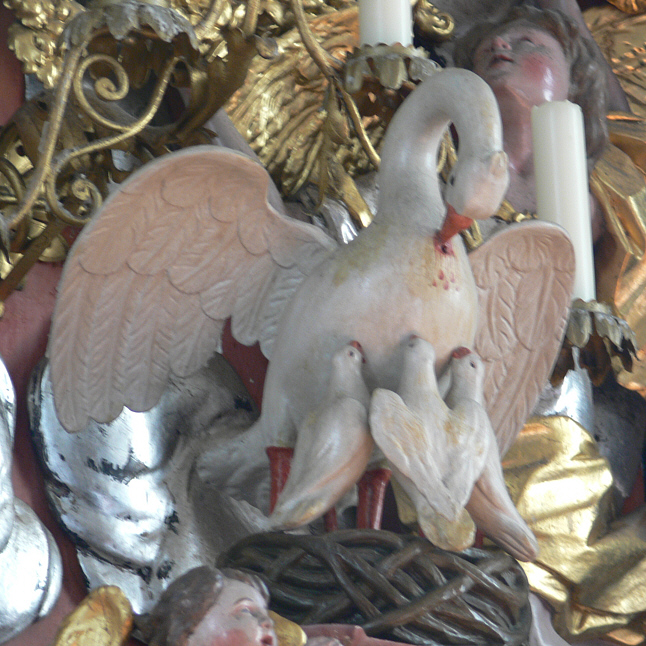
Representación de un pelícano alimentando a sus crías con su sangre, como símbolo de amor maternal.

En la Europa medieval se creía que el pelícano era particularmente atento con sus crías, hasta el punto de proporcionarles su propia sangre hiriéndose en el pecho cuando no había otra comida disponible, por lo que llegó a simbolizar la Pasión de Cristo y la eucaristía, sustituyendo la imagen del cordero y la bandera. Una referencia a esta faceta mística la encontramos en uno de los cinco himnos que compuso Tomás de Aquino, Adoro te devote, donde describe en su penúltima estrofa a Cristo como «pelícano bueno».

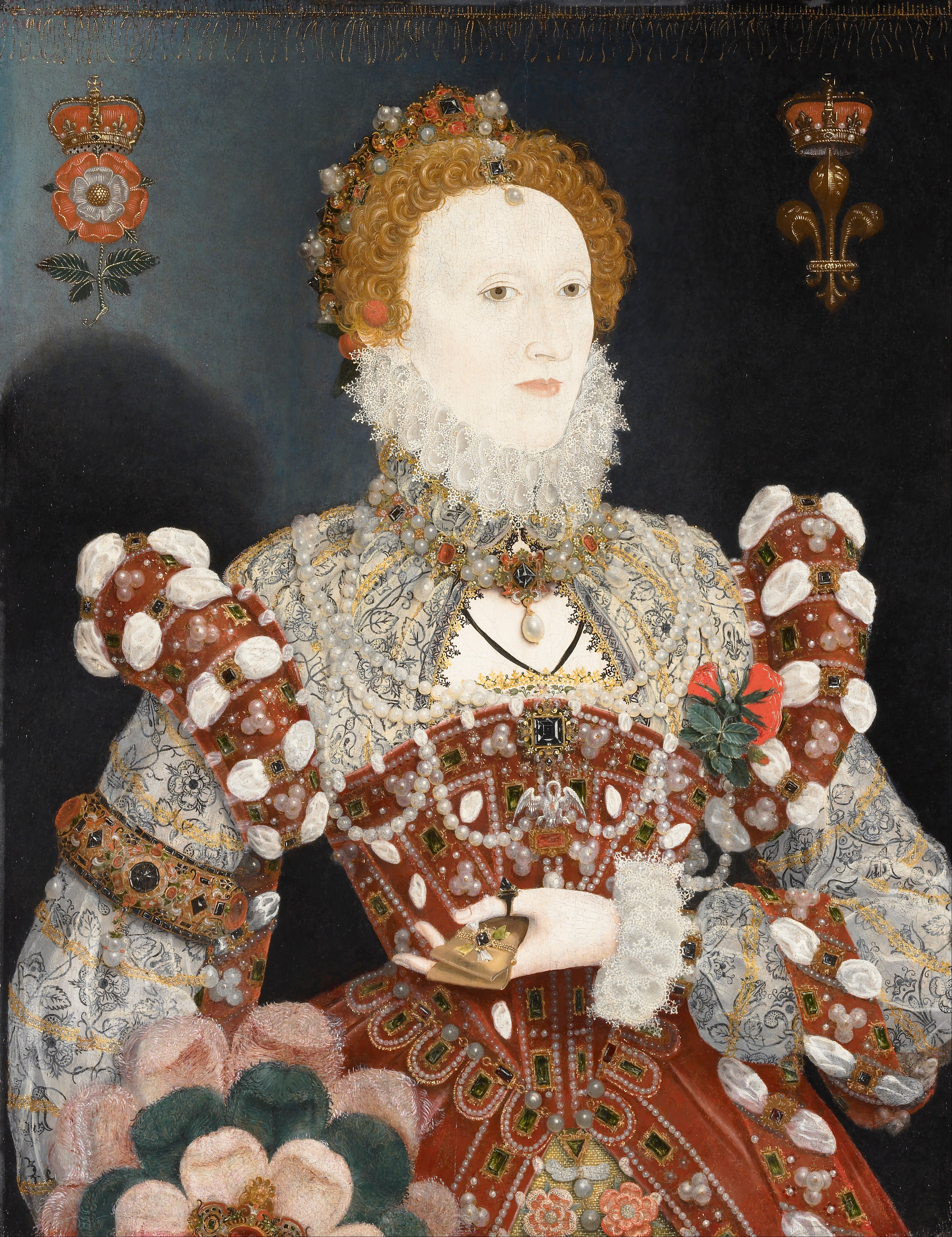
Isabel I de Inglaterra, el Retrato del pelícano, de Nicholas Hilliard (c. 1573), donde la reina lleva el símbolo medieval del pelícano sobre su pecho.

Isabel I de Inglaterra adoptó este símbolo retratándose a sí misma como «madre de la Iglesia de Inglaterra» y en el Retrato del pelícano, de Nicholas Hilliard (c. 1573), la reina lleva el símbolo medieval del pelícano sobre su pecho. En la parte inferior de la portada de la primera edición de la Biblia del rey Jacobo (1611) aparece representado un pelícano que alimenta a sus polluelos. Aparece representado como «un pelícano en su piedad» en el retablo de 1686 de Grinling Gibbons de la iglesia de St Mary Abchurch en la ciudad de Londres. Algunos ejemplos medievales del motivo aparecen en murales pintados, como el de c. 1350 en la iglesia parroquial de Belchamp Walter, Essex.
El mito de su autosacrificio se veía reforzado por los bestiarios medievales, que tenían gran difusión. Una versión más antigua del mito era que el pelícano mataba a sus crías para después resucitarlas con su sangre; de nuevo una analogía del sacrificio de Jesucristo. Del mismo modo, un cuento popular de la India relata que un pelícano mató a sus crías con su trato severo, pero quedó tan contrito que las resucitó con su propia sangre.
Las leyendas sobre herirse a sí mismos para proporcionar su propia sangre pueden haber surgido porque estas aves en ocasiones pueden dar la impresión de que están clavando el pecho con su pico, aunque la realidad simplemente es que a menudo lo presiona sobre su pecho con el fin de vaciar el saco gular por completo. También podrían derivar de la tendencia de estas aves a descansar con el pico sobre el pecho. El saco gular del pelícano ceñudo adquiere un color rojo sangre al inicio de la temporada de cría, lo que también podría haber contribuido al mito.

### En la heráldica

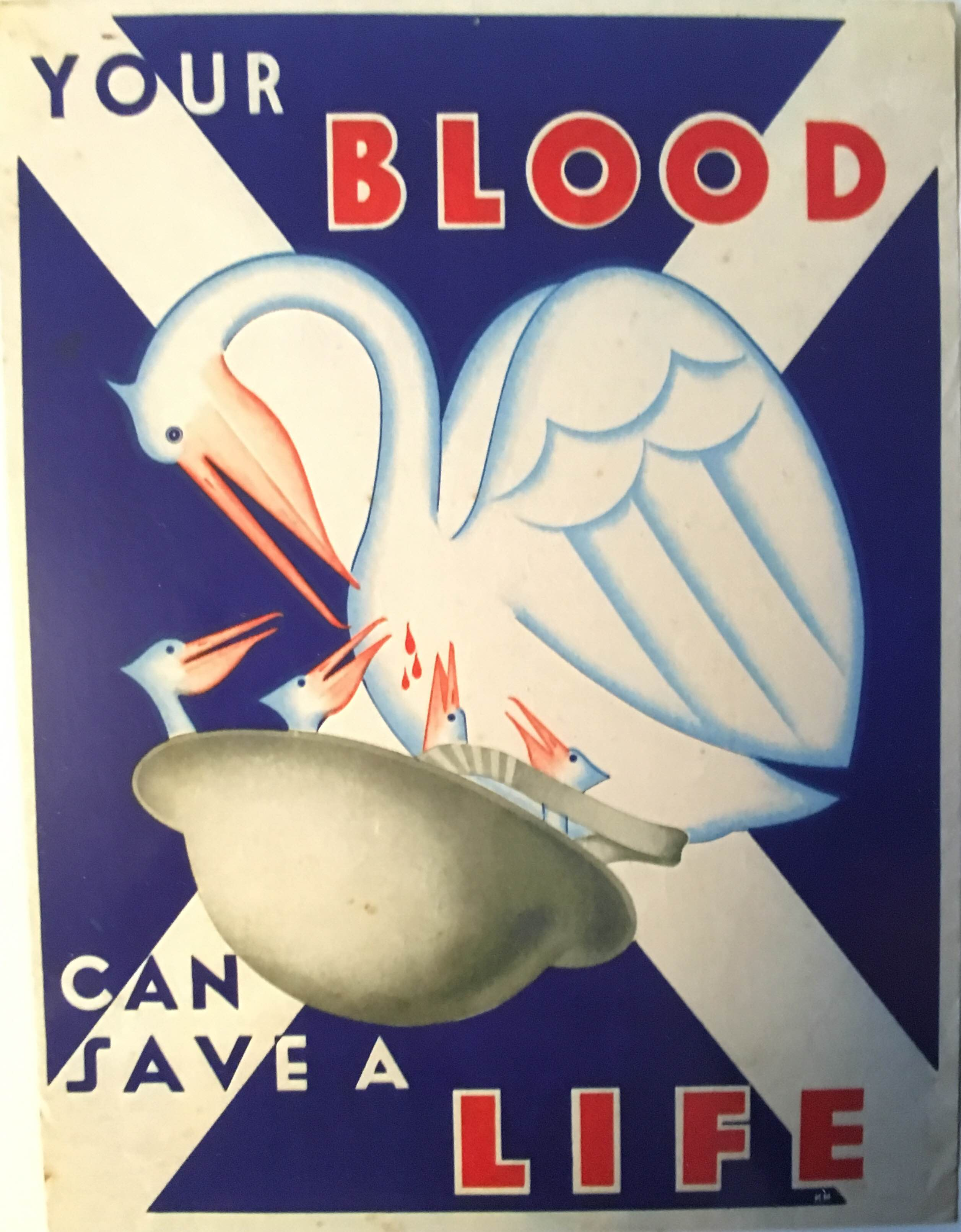
Póster escocés de 1944 fomentando la transfusión de sangre durante la Segunda Guerra Mundial.

Los pelícanos se han utilizado a menudo en la heráldica, generalmente usando el simbolismo cristiano del pelícano como padre cuidadoso y abnegado, generalmente con los lemas «un pelícano en su piedad» o «un pelícano hiriéndose». La imagen se unió a la fiesta religiosa medieval de Corpus Christi, y los colleges Corpus Christi de la Universidad de Cambridge y el del mismo nombre de la Universidad de Oxford, que reciben su nombre porque la fecha de su establecimiento estaba próxima a esta festividad, incluyen pelícanos en sus escudos.
Las facultades de medicina de la Universidad Carolina de Praga también tienen un pelícano como su emblema. El símbolo del servicio irlandés de transfusión de sangre es un pelícano, y durante la mayor parte de su existencia la jefatura del servicio estuvo situada en la Pelican House en Dublín, Irlanda. Su imagen heráldica, o la del buque Golden Hind del famoso corsario Francis Drake, que originalmente se llamó Pelican es habitual en los pubs.

### En la actualidad

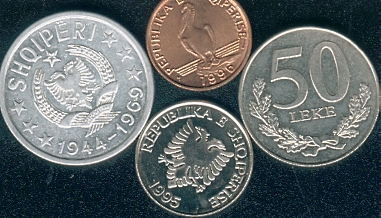
Pelícano en una moneda de 1 lek albanés.

El pelícano común es el ave nacional de Rumanía. El pelícano pardo es el ave nacional de tres países caribeños: San Cristóbal y Nieves, Barbados y Sint Maarten y forma parte de sus escudos. Es también el ave del estado estadounidense de Luisiana, conocido coloquialmente como «el estado del pelícano», y figura en su bandera y su escudo; aparece también en el escudo de la Universidad Estatal de Luisiana y la Universidad de Tulane, y es la mascota del equipo de la NBA New Orleans Pelicans, la Universidad de Tulane y la Universidad de las Indias Occidentales. 
Un pelícano está representado en el reverso de la moneda de 1 lek albanés, acuñada en 1996. El logotipo del banco portugués Montepio Geral es un pelícano blanco con su cría, y su imagen y su nombre en inglés han sido utilizados por «Pelican Books», un sello editorial de libros de no ficción fundado en 1937 publicado por la editorial británica Penguin Books.